# Péter Vánky
Péter István Vánky (ur. 28 czerwca 1968 w Târgu Mureș) – szwedzki szpadzista pochodzenia węgiersko-rumuńskiego, trzykrotny medalista mistrzostw świata.
Podczas mistrzostw świata w La Chaux-de-Fonds w 1998 roku wywalczył srebrny medal w turnieju indywidualnym. W finale pokonał go Francuz Hugues Obry. W tej samej konkurencji zdobył też srebrny medal na mistrzostwach świata w Seulu rok później. Ponadto razem z Fredrikiem Nilssonem, Robertem Dinglem i Magnusem Malmgrenem zdobył brązowy medal drużynowo na mistrzostwach świata w Hawanie w 2003 roku.
Wystartował na igrzyskach olimpijskich w Seulu w 1988 roku, gdzie drużynowo był ósmy, a w turnieju indywidualnym zajął 29. miejsce. Na rozgrywanych cztery lata później igrzyskach olimpijskich w Barcelonie był dziesiąty indywidualnie i ósmy drużynowo. Następnie zajął siedemnaste miejsce w rywalizacji indywidualnej na igrzyskach olimpijskich w Atlancie w 1996 roku. Brał też udział w igrzyskach olimpijskich w Sydney w 2000 roku, gdzie w turnieju indywidualnym był piąty. 
Ponadto zdobywał brązowe medale w turniejach indywidualnych na mistrzostwach Europy w Keszthely w 1995 roku i mistrzostwach Europy w Gdańsku dwa lata później.